# Suore del Povero Bambino Gesù
Le Suore del Povero Bambino Gesù (in neerlandese Zusters van het Arme Kind Jezus) sono un istituto religioso femminile di diritto pontificio: i membri di questa congregazione pospongono al loro nome la sigla P.I.J.

## Storia

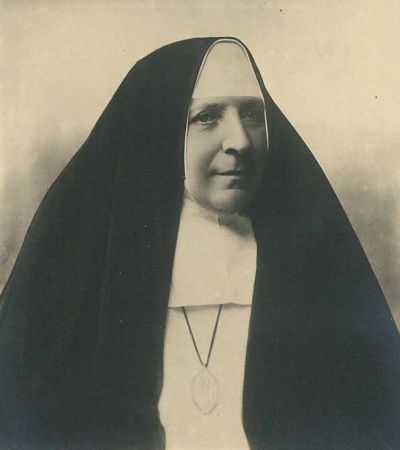
Clara Fey, cofondatrice e prima superiora generale della congregazione

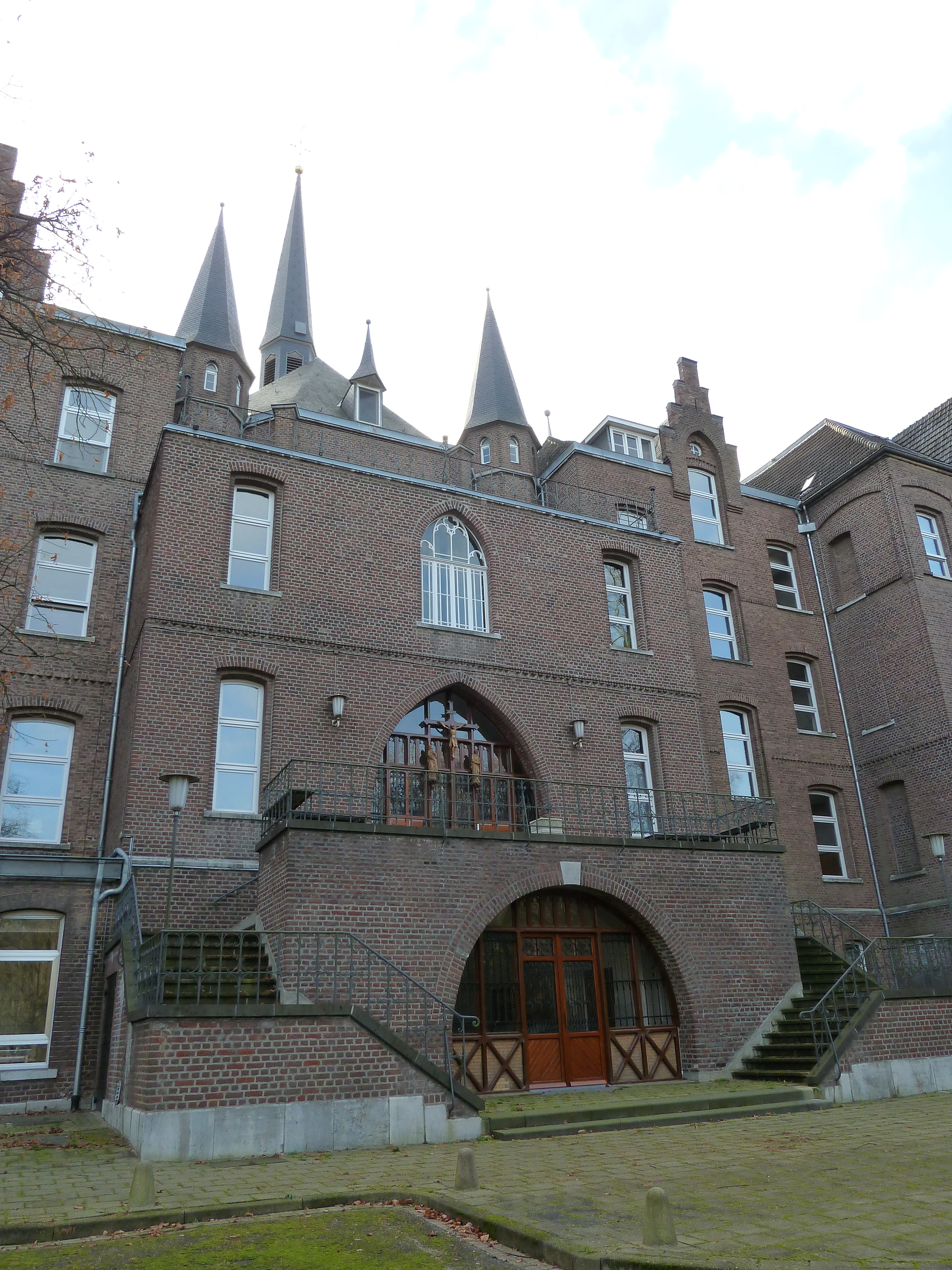
Casa Loreto, la casa madre dell'istituto a Simpelveld, nei Paesi Bassi.

Le origini della congregazione risalgono al 1837 quando Clara Fey (1815-1894), su invito del fratello Andreas, vicario della parrocchia di San Paolo ad Aquisgrana, istituì una piccola scuola per i figli degli operai. Nel 1844, con l'aiuto di Wilhelm Sartorius, vicario parrocchiale di San Paolo insieme ad Andreas Fey, e di Jean-Théodore Laurent, vicario apostolico della Germania settentrionale, la Fey diede inizio a una nuova famiglia religiosa destinata all'istruzione della gioventù.
La congregazione del Povero Bambino Gesù ottenne il riconoscimento civile il 5 gennaio 1848 e venne approvata dall'arcivescovo di Colonia Johannes von Geissel il 28 gennaio successivo. La congregazione conobbe una rapida diffusione e le religiose aprirono in pochi anni scuole e orfanotrofi in Germania, Austria e Lussemburgo; nel 1878, a causa del Kulturkampf, le suore furono costrette a lasciare la Germania e trasferirono la casa madre dell'istituto a Simpelveld, nei Paesi Bassi; negli anni successivi fondarono filiali nei Paesi Bassi, Belgio e Regno Unito. Quando, nel 1887, le religiose poterono rientrare in Germania, la sede principale rimase a Simpelveld.
Le Suore del Povero Bambino Gesù ricevettero il decreto di lode da papa Pio IX l'11 luglio 1862 e l'approvazione definitiva da papa Leone XIII il 15 giugno 1888. Nel 1924 aprirono la loro prima filiale negli Stati Uniti d'America, poi in Indonesia (1932) e in Colombia (1938).

## Attività e diffusione
Le Suore del Povero Bambino Gesù si dedicano all'istruzione e all'educazione cristiana della gioventù, anche in centri medico-pedagogici per disabili.
Sono presenti in Europa (Austria, Belgio, Germania, Lettonia, Lussemburgo, Paesi Bassi, Regno Unito, Spagna), nelle Americhe (Colombia, Perù) e in Asia (Indonesia, Kazakistan); la sede generalizia è a Simpelveld.
Al 31 dicembre 2008 la congregazione contava 545 religiose in 64 case.